# استدامة مالية

الاستدامة المالية Financial Sustainability هي الحالة المالية التي تكون فيها المنظمة غير الربحية قادرة على الاستمرار في تحقيق رسالتها الخيرية على المدى الطويل.

الاستدامة المالية (بالإنجليزية: Financial Sustainability)‏ هي الحالة المالية التي تكون فيها المنظمة غير الربحية (التي يتم تعريفها على أنها مؤسسات تستخدم فائض الإيرادات لتحقيق أهدافها بدلاً من توزيعها كربح أو أرباح) قادرة على الاستمرار في تحقيق رسالتها الخيرية على المدى الطويل.، وتشير الاستدامة المالية إلى القدرة على الحفاظ على القدرة المالية (Financial Capacity) للمنظمة على مر الزمن. أو أنها القدرة على بدء أعمالك في التوظيف وتنميتها والحفاظ عليها باستقرار مالي قصير وطويل الأجل. تعني «الاستدامة» بوجه عام إيجاد طريقة لاستخدام الموارد بطريقة تمنع استنفادها.
بالنسبة للمنظمات غير الربحية الخيرية، تستخدم عبارة «الاستدامة» بشكل شائع لوصف منظمة غير ربحية قادرة على الحفاظ على نفسها على المدى الطويل، مما يديم قدرتها على الوفاء بمهمتها. تشمل الاستدامة في السياق غير الربحي مفاهيم الاستدامة المالية، بالإضافة إلى التخطيط لتعاقب القيادات والقدرة على التكيف والتخطيط الاستراتيجي. لكي تكون المؤسسة غير الربحية مستدامة، يجب على قادة المنظمات غير الربحية أن يعرفوا كم يكلفهم تنفيذ البرامج والخدمات غير الربحية، بحيث يمكن للمنظمات غير الربحية جمع أموال كافية لتغطية تلك التكاليف.

## أهمية الاستدامة المالية للمنظمات غير الربحية
إن تحقيق الاستدامة المالية المؤسسية هو هدف تسعى جميع المنظمات غير الربحية لتحقيقه. من الناحية النظرية، ستمكّن هذه الاستدامة المالية من تغطية التكاليف الإدارية وترتيب أولويات الأنشطة من أجل إنجاز مهمات المنظمة، دون الدخول في مفاوضات لا تنتهي مع المانحين الذين قد يوافقون أو لا يتفقون مع رؤية المنظمة أو مع نسب التكلفة لديها.

## تحديات تحقيق الاستدامة المالية
يتمثل أحد أكبر التحديات التي تواجه المنظمات غير الربحية في البلدان النامية الحصول على الأموال الضرورية لتنفيذ الأنشطة الضرورية للوفاء بمهمتها. هذه التحديات موجودة على المستوى المحلي أو الوطني، والمستوى الدولي.فمن التحديات على المستوى المحلي:
- اللوائح الحكومية
- الظروف الاقتصادية
- دور المجتمع المدني [6]

## مظاهر الاستدامة المالية لدى المنظمات الخيرية
وللقدرة المالية عدة مظاهر داخلية ومظاهر خارجية، ومن علامات القدرة المالية الداخلية أن تمتلك المنظمة مصادر توليد الدخل Income Generation كالأوقاف والاستثمارات وبيع السلع والخدمات والعضوية وغيرها. ومن علامات القدرة المالية الخارجية أن تكون مصادر الدعم للمنظمة مصادر متنوعة. ويرى خبراء متخصصون أن 60 في المائة من ميزانية المنظمة الخيرية يجب أن تأتي من خمسة مصادر مختلفة على الأقل كأحد المؤشرات على الصحة المالية للمنظمة الخيرية Financial Health.

## عوامل تحقيق الاستدامة المالية
1. امتلاك المنظمة الخيرية للمعرفة التسويقية (Marketing Know how): إذ لا يمكن الفصل بين الاستدامة المالية والتسويق. فلكي تكون المنظمة الخيرية قادرة على استقطاب متبرعين أسخياء والاحتفاظ بهم وتنميتهم من متبرعين إلى مناصرين فإن عليها أن تمتلك مستوى مرتفعا من المعرفة والقدرة التسويقية.[7][8]
2. توسيع الشراكات
3. تعزيز المشاركة المجتمعية والقيادة: غالبًا ما تقيم المنظمات غير الربحية ضمن المجتمعات التي تخدمها، مما يخلق تحديًا فريدًا لتعزيز الملكية والتعاون بين أفراد المجتمع مع الحفاظ على البرنامج والمهام. إن تأسيس وإشراك قيادة مجالس المجتمع ونظام متطوعين من المجتمع المحلي يوفر للمنظمات غير الربحية موردًا من الخبرات والخبرات المتنوعة مع إحساس بالملكية للمجتمعات التي تخدمها.[9]
4. إظهار القيمة والأثر للممولين والداعمين.
5. التخطيط للاستدامة: «إذا كنت لا تعرف إلى أين أنت ذاهب، فسوف ينتهي بك الأمر في مكان آخر.» - يوغي بيرا[3]

## خطة الاستدامة المالية
هي أداة تستخدم لمساعدة المنظمة أو المبادرة لتحقيق أهدافها والسماح لها بمواصلة الازدهار على المدى الطويل.وتشمل خطة الاستدامة المالية جمع الأموال من خلال التبرعات أو المنح أو رسوم المستخدم أو كل ما سبق، على سبيل المثال لا الحصر.كما تتضمن أنواعًا من الموارد التي قد تحصل عليها المنظمة، مثل الدعم العيني، أو الموظفين المتطوعين، أو الموارد المشتركة من المنظمات الأخرى. وقد يتضمن أيضًا إقناع منظمة أخرى بالتعامل مع مشروع بدأته.على سبيل المثال، وهذه قائمة جزئية بما قد تتضمنه الخطة على الأرجح:
- قائمة بجميع العناصر واحتياجات المشروع
- المبلغ المطلوب للحفاظ على كل عنصر
- الموارد الحالية
- الموارد المطلوبة
- المنظمات المحتملة للتمويل أو الأفراد.
- المبلغ المطلوب من كل منظمة أو فرد أو مصدر تمويل
- كيف سيتم طلب ذلك (ومن قبل من، ومتى).[10]

## وصلات خارجية
- الاستدامة المالية للمنظمات غير الربحية